# 帕卡納克萊克 (新澤西州)
帕卡納克萊克（英語：Packanack Lake）是位於美國新澤西州巴賽克縣的普查規定居民點。

## 人口
根據2020年美國人口普查的數據，帕卡納克萊克的面積為5.16平方千米，當中陸地面積為4.82平方千米，而水域面積為0.34平方千米。當地共有人口6261人，而人口密度為每平方千米1,213.37人。